# 花の妖精
花の妖精（はなのようせい、英語: flower fairy、fairy of flower）は一般には、架空または伝説世界の花の主である妖精のことである。個別特定の花の妖精と、ある特定の種類の花の妖精、あるいは花一般の妖精などが考えられる。花のように美しく可憐な少女の呼び名としても使われる。また、シシリー・メアリー・バーカーの描いた「花の妖精シリーズ」に出てくる「花の妖精」のことである。

## シシリー・バーカーの花の妖精
固有名詞に近い使い方としては、イギリスの挿絵画家であり絵本作家でもあるシシリー・メアリー・バーカーが描いた詩画集に出てくる「花の妖精（フラワーフェアリー）」が著名である。バーカーは色々な花の種類ごとに花の妖精を描いた。バーカーの絵では、花の妖精は、その花の特徴を表す花びらや葉などをあしらったデザインの衣装をまとった子供や少女・少年である。

## 花の妖精の詩画集
シシリー・バーカーは生前、七冊の「花の妖精」の詩画集を出版した。『春の花の妖精』『夏の花の妖精』『秋の花の妖精』『道ばたの花の妖精』『木の花の妖精』『庭の花の妖精』『花の妖精のアルファベット』である。これらは、ブラッキー社が出版した。『冬の花の妖精』がなかったのは、冬には咲いている花があまりなかったからだと思える。
ブラッキー社は、シセリー・バーカーが逝去した後、1985年に、バーカーが生前描いた絵と書いた詩を元に、新しく『冬の花の妖精（Flower Fairies of Winter）』を独自に編纂した。この結果、現在では、「花の妖精」シリーズは全部で8冊が揃っている。

## 妖精画の伝統
妖精の絵は、アイルランドの伝説・神話に基づく絵と、ウィリアム・シェイクスピアの『真夏の夜の夢』に出てくる妖精王オーベロンと女王ティタニアの絵などが代表的なものであった。19世紀には多くの妖精画を描く画家が輩出した。
妖精の研究家としても知られる作家アーサー・コナン・ドイルの伯父リチャード・ドイル、ガートルード・トムソン、アーサー・ラッカムなどが、妖精画で著名である。それらの妖精画は、神秘さと美しさ、そしてある部分で不気味とも言える妖精の姿を描いていた。
妖精画の伝統のなかにあって、シシリー・メアリー・バーカーの「花の妖精」は、独特な位置を占めている。バーカーの花の妖精には、神秘性や伝説的な不気味さなどはなく、ロマンティックで愛らしく、背中に付いている蝶やとんぼの翅（はね）を除くと、生き生きした通常の子供の絵にしか見えない。20世紀になって、なお多数の妖精画家が登場したが、シセリー・バーカーのようなスタイルの妖精は他に類例がない。

## エピソード
シセリー・バーカーの「花の妖精」は、1970年代頃より、明治製菓のチョコレート、ハイクラウンのおまけとして付いていたミニチュア・カードに印刷されていたので、日本では、馴染まれている。